# Oh Doctor!
Oh Doctor! è un cortometraggio del 1917, diretto ed interpretato da Roscoe Arbuckle.

## Trama
Il dottor Fatty Holepoke si reca ad una corsa di cavalli con la moglie ed il figlio Junior. Fatty sente un allibratore colluso rivelare in segreto ad un'avvenente signora ed al suo compagno, seduti di fianco a loro all'ippodromo, che un determinato cavallo vincerà, quindi punta un'ingente somma su questo cavallo ma perde.
L'avvenente signora, evidentemente una truffatrice, ed il compagno, decidono di approfittare di nuovo della dabbenaggine del dottore, e, mentre lei lo chiama a casa fingendo un malessere, il compagno si introduce a casa sua e ruba una preziosa collana. Intanto Fatty, su consiglio della truffatrice, era andato a puntare su un nuovo cavallo per la corsa successiva. Ma nel frattempo Junior ha subodorato la truffa, ed ha avvertito la madre e la polizia.
Mentre la coppia di malfattori viene assicurata alla giustizia, il nuovo cavallo, inaspettatamente, vince la corsa, ed il dottor Holepoke riesce ad assicurarsi, in maniera imprevedibile, molto di più che non la sola posta della scommessa.